# Escut de Moià al carrer del Pont
L'Escut de Moià al carrer del Pont és una obra barroca de Moià declarada Bé Cultural d'Interès Nacional.

## Descripció
Es tracta de l'escut de Moià. Aquest motiu es troba a banda del carrer del Pont. També es repeteix a altres cantonades de l'església parroquial. L'escut de Moià és sostingut per dos personatges de llarga cabellera i culminat per una corona sota la qual hi ha el rostre d'un àngel. Proper a un dels escuts s'hi troba una pedra on s'hi ha treballat de forma exempta una decoració floral.

## Història
Moià fou carrer de Barcelona des de l'any 1384, d'aquí la similitud dels dos escuts. Aquestes ornamentacions foren fetes paral·lelament a la construcció de l'església, és per això que la seva datació oscil·laria entre 1670 i 1730; més probable aquesta darrera.